# Scala (stolica tytularna)

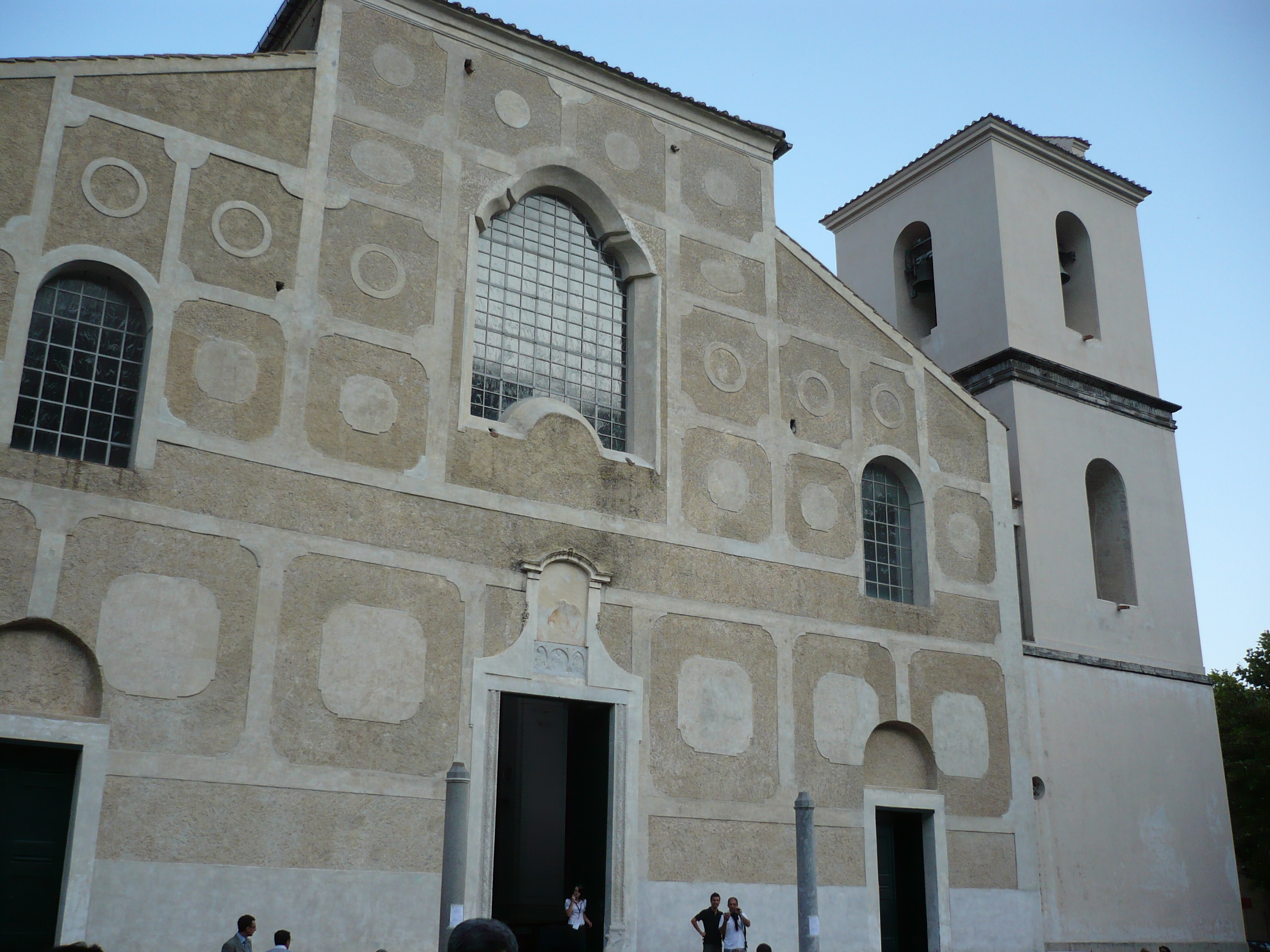
Dawna katedra diecezjalna

Scala (łac. Dioecesis Scalensis) – stolica historycznej diecezji w Italii erygowanej w roku 987, a włączonej w roku 1603 w skład diecezji Rebellum.
Współczesne miasto Scala w prowincji Salerno we Włoszech. Obecnie katolickie biskupstwo tytularne ustanowione w 1968 przez papieża Pawła VI.

## Biskupi tytularni
| Lp. | Biskup                     | Funkcja                                 | Od                   | Do              |
| --- | -------------------------- | --------------------------------------- | -------------------- | --------------- |
| 1   | Joseph Alphonse McNicholas | biskup pomocniczy St. Louis (USA)       | 31 stycznia 1969     | 22 lipca 1975   |
| 2   | João Alves                 | biskup pomocniczy Coimbry (Portugalia)  | 5 września 1975      | 8 września 1976 |
| 3   | Marion Forst               | biskup pomocniczy Kansas City (USA)     | 16 października 1976 | 23 grudnia 1986 |
| 4   | George Pell                | biskup pomocniczy Melbourne (Australia) | 30 maja 1987         | 16 lipca 1996   |
| 5   | Edward Adams               | nuncjusz apostolski                     | 24 sierpnia 1996     |                 |